# Карлсхулд
Карлсхулд (њем. Karlshuld) општина је у њемачкој савезној држави Баварска. Једно је од 18 општинских средишта округа Нојбург-Шробенхаузен. Према процјени из 2010. у општини је живјело 5.154 становника. Посједује регионалну шифру (AGS) 9185139.

## Географски и демографски подаци
Карлсхулд се налази у савезној држави Баварска у округу Нојбург-Шробенхаузен. Општина се налази на надморској висини од 375 метара. Површина општине износи 29,1 km². У самом мјесту је, према процјени из 2010. године, живјело 5.154 становника. Просјечна густина становништва износи 177 становника/km².